# Першина, Вероника Петровна
Вероника Петровна Першина (род. 5 апреля 1966, Свердловск, РСФСР) — советская фигуристка, выступавшая в парном разряде, американский тренер по фигурному катанию. Мастер спорта СССР международного класса.

## Биография
В фигурное катание пришла в 5 лет. Начала тренироваться в добровольном спортивном обществе «Локомотив» в родном Свердловске у Александра Рожина. Там же тренировался и её будущий партнёр Марат Акбаров. В пару их в 1975 году поставил тренер Владимир Захаров.
В 1977—1978 годах пара удачно выступала на республиканских и всесоюзных соревнования юниоров. На молодых спортсменов обратил внимание московский тренер Станислав Жук, который пригласил их фигурного катания ЦСКА. Благодаря этому в 1979 году Першина и Акбаров впервые в истории СССР завоевали титул чемпионов мира среди юниоров в парном разряде. Перейдя во взрослую категорию в 1981 году они завоевали первое место на Чемпионате СССР, но на международном уровне им долгое время не удавалась добиться призовых мест: они ежегодно участвовали в чемпионатах мира с 1980 по 1985 годы, но выше пятой ступени так и не поднялись. Прервать эту безмедальную серию не помог и переход в 1982 году к новому наставнику — именитой Ирине Родниной. И только в 1985 году они стали бронзовыми призёрами чемпионата Европы.
После завершения спортивной карьеры в 1986 году стала работать в ледовом театре Татьяны Тарасовой «Все звёзды». В 1990 году вместе с мужем Игорем Шпильбандом, Еленой Крыкановой и Гошей Суром накануне возвращения домой с гастролей ушли из гостиницы в Нью-Йорке и не вернулись.
11 лет она проработала тренером в Детройте в «The Detroit Skating Club», затем 2 года вместе со знаменитым американским тренером Ричардом Кэллаганом в «The Onyx Skating Academy». В настоящее время живёт в Энн-Арборе, где работает тренером в «The Ann Arbor Figure Skating Club». Является членом Ассоциации фигурного катания США.

## Личная жизнь
Долгое время состояла в браке с Игорем Шпильбандом, затем их брак распался. У них двое детей: сын Максим и дочь Екатерина. Её дочь — Екатерина Шпильбанд — также как и родители занималась фигурным катанием. В 2009 году она заняла 1-е место на чемпионате США среди юниоров.

## Результаты выступлений
(с М. Акбаровым)
| Соревнования                  | 1978-79 | 1979-80 | 1980-81 | 1981-82 | 1982-83 | 1983-84 | 1984-85 | 1985-86 |
| ----------------------------- | ------- | ------- | ------- | ------- | ------- | ------- | ------- | ------- |
| Чемпионаты мира               |         | 6       | 6       | 5       | 8       | 6       | 6       |         |
| Чемпионаты Европы             |         |         | 5       | 4       | 4       |         | 3       |         |
| Чемпионаты мира среди юниоров | 1       |         |         |         |         |         |         |         |
| Чемпионаты СССР               |         |         | 1       | 2       | 2       |         | 3       | 3       |
| Кубок СССР                    |         |         | 1       |         |         |         |         |         |
| Skate Canada International    |         |         |         |         |         |         |         | 2       |
| NHK Trophy                    |         | 4       |         |         |         | 1       | 2       |         |
| Турнир «Московские Новости»   |         | 2       |         | 2       |         |         | 2       | 2       |